# Остаток дня (фильм)
Это статья о фильме. См. также статью о романе — «Остаток дня».
«Остаток дня» (англ. The Remains Of The Day; другой вариант перевода названия — «На исходе дня») — кинофильм знаменитого тандема Айвори—Мерчант, экранизация одноимённого романа лауреата Нобелевской премии по литературе Кадзуо Исигуро. В главных ролях Энтони Хопкинс и Эмма Томпсон. Картина выдвигалась на восемь «Оскаров», включая приз за лучший фильм года.

## Сюжет
Фильм, основные события которого разворачиваются в 1930-е годы, рассказывает историю взаимоотношений идеального дворецкого британского аристократического поместья Дарлингтон-холл Джеймса Стивенса (Энтони Хопкинс) и новой экономки Сары («Салли») Кентон (Эмма Томпсон).
Лорд Дарлингтон, владелец Дарлингтон-холла (Джеймс Фокс), безукоризненный британский джентльмен, но сущий дилетант в политике, пытается активно участвовать в международной жизни; в его уединённом поместье постоянно проходят тайные дипломатические встречи, гостят премьер-министр и германский посол, ведётся подготовка Мюнхенского соглашения, развязавшего руки Гитлеру и открывшего двери Второй мировой войне. Дворецкий, неброско и незаметно руководя огромным штатом прислуги, с большим искусством и даже не без блеска создаёт и поддерживает в доме безупречно комфортную обстановку для гостей хозяина, участников переговоров.
Стивенс живёт и работает, искренне убеждённый, что не имеет права ни на частную жизнь, ни на собственное мнение; он видит свою единственную цель в беспрекословном служении своему господину, даже если тот склоняется к оправданию фашизма. Когда лорд-германофил, проникшийся антисемитскими настроениями своих гостей, увольняет двух служанок-евреек, беженок из Германии, Стивенс, как выясняется много позже, полностью разделявший негодование экономки по этому поводу, ни словом, ни жестом не позволяет себе как-то выразить своё возмущение. Правда, он с большим удовлетворением пытается разыскать и вернуть девушек, когда лорд, человек, в сущности, неплохой, просто очень наивный в реальной политике, осознаёт и признаёт свою ошибку.
Лорд Дарлингтон, объявленный после войны пособником нацистов и чуть ли не предателем, окончательно разоряется, и Дарлингтон-холл покупает богатый американский конгрессмен Льюис (Кристофер Рив), когда-то — в этом же поместье на переговорах представителей Англии, Франции, США и Германии — оставшийся в полном одиночестве в своём противостоянии умиротворению Гитлера. Американец, высоко ценящий профессионализм, в какой бы области он ни проявлялся, прекрасно помнит и очень уважает дворецкого, который с прежним искусством продолжает служить новому хозяину с диаметрально противоположными политическими взглядами.
После Второй мировой война иллюзии Стивенса развеялись, через двадцать лет после расставания он начинает понимать: мисс Кентон, теперь уже много лет миссис Бенн, — женщина всей его жизни, и пытается исправить то, что, в сущности, исправить уже невозможно.

## В ролях
- Энтони Хопкинс — Джеймс Стивенс, дворецкий
- Эмма Томпсон — Сара Кентон, экономка, позднее — миссис Томас Бенн
- Джеймс Фокс — лорд Дарлингтон
- Хью Грант — Реджинальд Кардинал, крестник лорда Дарлингтона
- Кристофер Рив — Трент Льюис, американский конгрессмен
- Майкл Лонсдейл — Дюпон д’Иври, французский дипломат
- Питер Вон — Уильям Стивенс, отец Джеймса, лакей
- Бен Чаплин — Чарли, лакей
- Лина Хиди — Лиззи, горничная
- Тим Пиготт-Смит — Томас Бенн

## Награды и номинации
- 1993 — премия Национального совета кинокритиков США лучшему актёру (Энтони Хопкинс)
- 1994 — 8 номинаций на премию «Оскар»: лучший фильм (Джон Кэлли, Исмаил Мерчант, Майк Николс), лучший режиссёр (Джеймс Айвори), лучший адаптированный сценарий (Рут Правер Джабвала), лучший актёр (Энтони Хопкинс), лучшая актриса (Эмма Томпсон), лучшая оригинальная музыка (Ричард Роббинс), лучшая работа художников-декораторов (Люсиана Арриги, Иан Уиттакер), лучшие костюмы (Дженни Беван, Джон Брайт)
- 1994 — 6 номинаций на премию BAFTA: лучший фильм (Джон Кэлли, Исмаил Мерчант, Майк Николс, Джеймс Айвори), премия имени Дэвида Лина за режиссуру (Джеймс Айвори), лучший адаптированный сценарий (Рут Правер Джабвала), лучший актёр (Энтони Хопкинс), лучшая актриса (Эмма Томпсон), лучшая операторская работа (Тони Пирс-Робертс)
- 1994 — две премии «Давид ди Донателло» — лучший зарубежный актёр (Энтони Хопкинс), лучшая зарубежная актриса (Эмма Томпсон), а также номинация на премию за лучший зарубежный фильм (Джеймс Айвори)
- 1994 — номинация на премию Гильдии режиссёров США за лучшую режиссуру — Художественный фильм (Джеймс Айвори)
- 1994 — 5 номинаций на премию «Золотой глобус»: лучший фильм — драма, лучший режиссёр (Джеймс Айвори), лучший сценарий (Рут Правер Джабвала), лучший актёр — драма (Энтони Хопкинс), лучшая актриса — драма (Эмма Томпсон)
- 1994 — номинация на премию Гильдии сценаристов США за лучший адаптированный сценарий (Рут Правер Джабвала)
- 1995 — премия «Серебряная лента» Итальянского национального синдиката киножурналистов за лучшую режиссуру зарубежного фильма (Джеймс Айвори)
- 1995 — премия «Роберт» (Дания) за лучший зарубежный фильм (Джеймс Айвори)
- 1995 — номинация на премию «Гойя» за лучший европейский фильм